# 구러우다제역
구러우다제역(중국어: 鼓楼大街站)은 중국 베이징시 시청구 더성 가도·선사하이 가도/둥청구 안딩먼 가도·허핑리 가도의 접경인 북2환로·안딩먼 서대가·더성먼 동대가·주구러우 대가·주구러우 외대가 교차로인 구러우교 아래에 위치한 베이징 지하철 2호선과 8호선의 환승역이다. 역명은 주구러우 대가(旧鼓楼大街)의 북쪽에 위치하여 지어졌다. 2호선역은 베이징 지하철 2단계 공사에 따라 1984년 9월 20일 개통되었으며, 8호선역은 8호선 2단계 공사에 따라 2012년 12월 30일 운행이 개시되었다.

## 위치
구러우다제역은 안딩먼 서대가-더성먼 동대가(2환로, 동서방향)·주구러우 대가-주구러우 외대가(남북방향)가 교차하는 구러우교(鼓楼桥)에 위치하며, 2호선역은 구러우교 아래 교차로 지하에 동서방향으로, 8호선은 교차로 남쪽 주구러우 대가에서 남북방향으로 배치되어 있다. 기존 2호선 구러우다제역과 신설 8호선 구러우다제역은 “T”자 형태로 설치됐다.

## 역 구조
두 역은 모두 지하역이다. 2호선역은 베이징 지하철 2단계 공사에 포함된 역으로, 지하 2층 섬식 승강장이다. 8호선 역도 지하 3층 섬식 승강장으로 개착식으로 시공되었고, 기존 2호선 구러우다제역의 지하 실드터널은 베이징 지하철에서 처음으로 실드공법으로 시공되었다. 총 길이는 164.4m, 깊이는 28m, 터널 천장은 기존 2호선 역의 베이스 플레이트로부터 2.5m 떨어져 있다.
기존 2호선역은 단일홀 형태로 대합실의 면적이 협소하여, 환승 흐름에 완충공간을 제공하고 기존 2호선 역에 미치는 영향을 최소화하기 위해 구러우다제역은 지하 환승홀의 형태를 취하며, 8호선 동북·북서 양쪽 지하 1층에 환승홀이 위치허여 환승 및 출입 기능을 갖추고 있으며, 승객은 8호선 대합실에서 환승통로를 거쳐 2호선 대합실과 평행하는 환승홀까지 이동하게 되며, 이 거리는 150m를 넘지 않는다.
| 지면층                | 출구                            | A–H출구                            |
| 지하 1층              | 대합실                          | 고객 센터, 자동매표기, 이카통 충전 |
| 지하 2층 2호선 대합실 | ←                               | ■ 2호선 외선순환 방면(지수이탄)    |
| 지하 2층 2호선 대합실 | 섬식 승강장, 왼쪽 출입문이 열림 |                                    |
| 지하 2층 2호선 대합실 | →                               | ■ 2호선 내선순환 방면(안딩먼)      |
| 지하 3층 8호선 대합실 | ←                               | ■ 8호선 주신좡 방면(안더리베이제)  |
| 지하 3층 8호선 대합실 | 섬식 승강장, 왼쪽 출입문이 열림 |                                    |
| 지하 3층 8호선 대합실 | →                               | ■ 8호선 중국미술관 방면(스차하이)  |

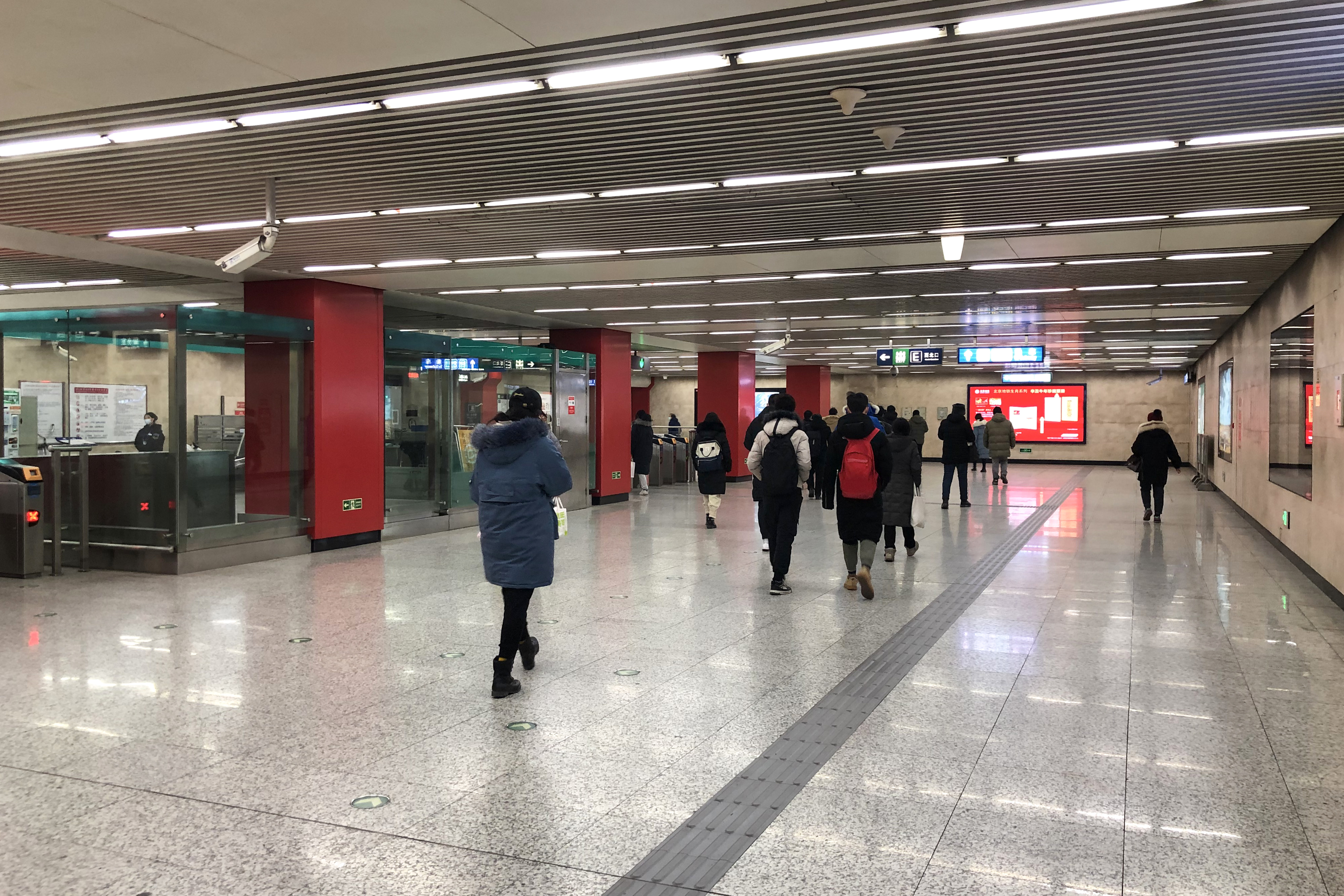
구러우다제역 지하 환승통로 (2021년 1월)
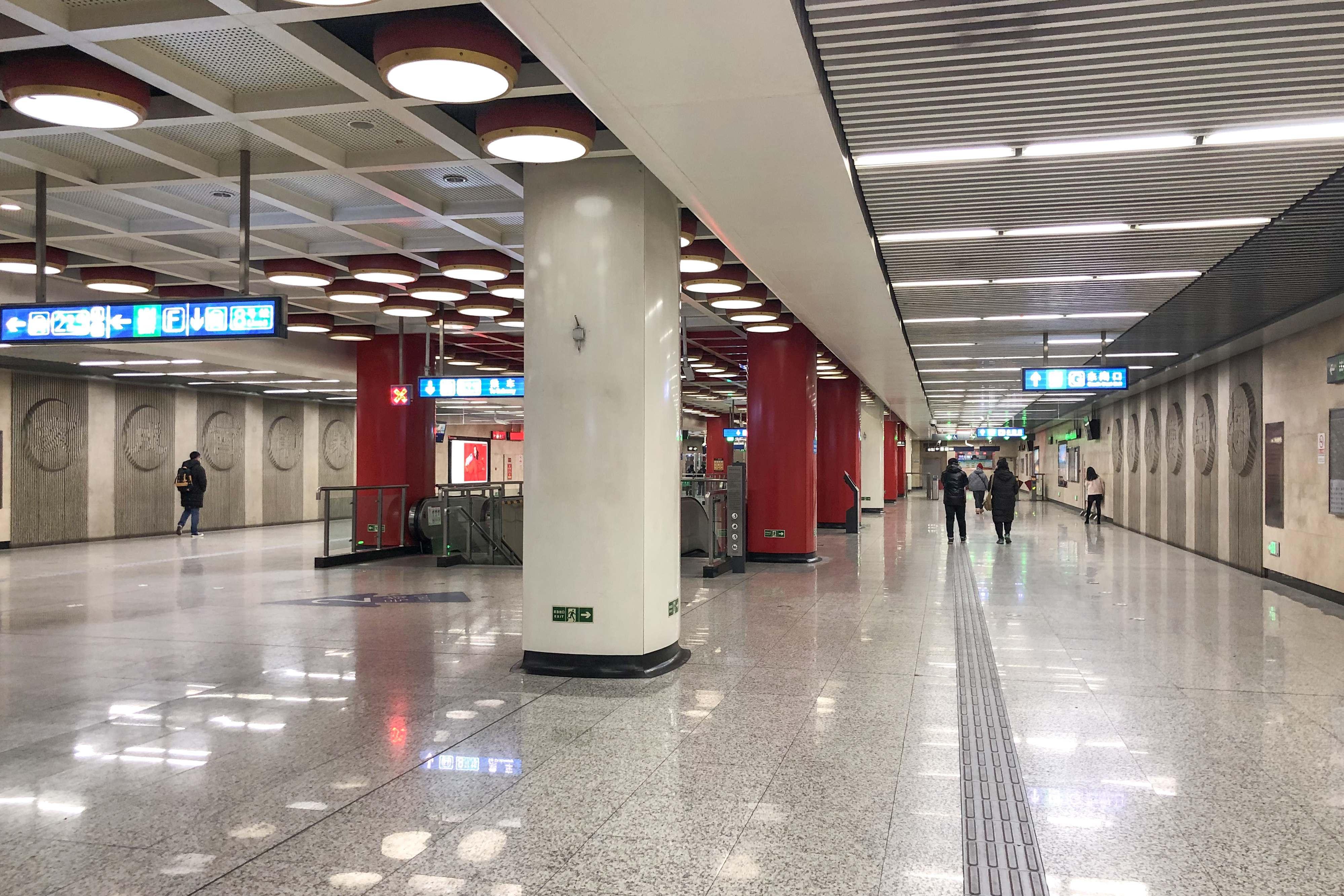
8호선역 대합실(2021년 1월)
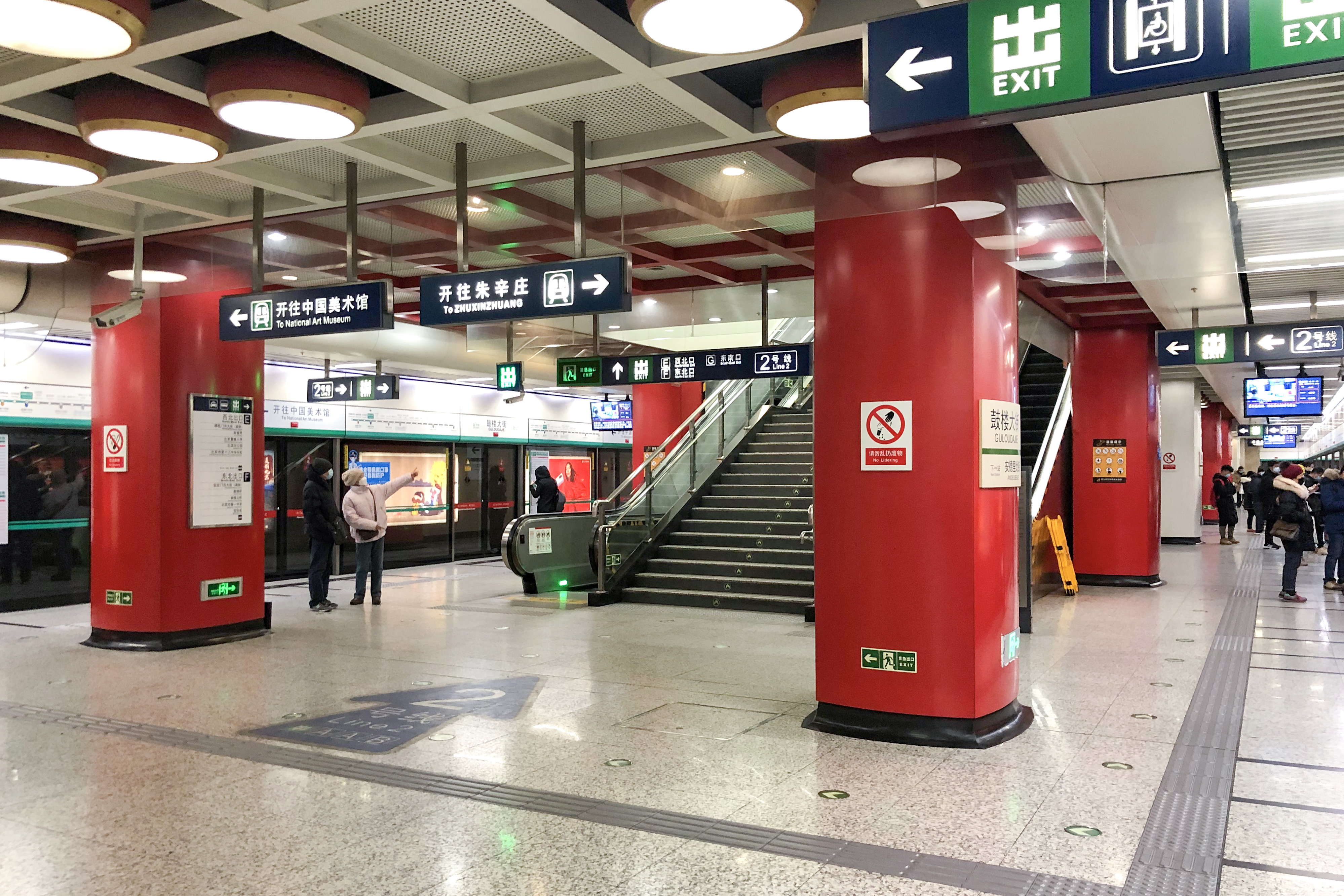
8호선역 섬식 승강장(2021년 1월)

## 출구
당초 2호선 구러우다제역에는 2개의 출구(A(동북) B(서남))가 있었으며, 구러우교 두 교각에 있었다. 지하철 8호선과 2호선 환승 개조에 맞춰 기존 B출구는 철거되고, A출구는 B출구로 바뀌었으며, 새로 지어짘 T자형 구조에 북서방향 A1, A2출구를 추가했다. 8호선 역에는 4개의 출구가 있고,E·F·G·H 4개의 신설 출구가 있으며, 옛 구러우 대가 사거리의 남쪽에 설치되어 있다. 이 중 2개는 8호선이 단독으로 사용하고 2개 출구(E출구, F출구)는 각각 2개의 외부환승홀로 연결되어 2호선역과 연결되며, 2호선과 8호선이 공용으로 사용하는 출구이다.
|                            |                                                        |      |
|                            |                                                        |      |
| 출구                       | 출구 인근                                              | 사진 |
| 出口 · A · 1               | 더성먼 동대가(德胜门东大街)                            |      |
| 出口 · A · 2               | 더성먼 동대가, 주구러우 외대가(旧鼓楼外大街)           |      |
| 出口 · B                   | 안딩먼 서대가(安定门西大街)，구러우 외대가(鼓楼外大街) |      |
| 出口 · E                   | 더성먼 동대가, 주구러우 대가                           |      |
| 出口 · F                   | 안딩먼 서대가                                          |      |
| 出口 · G                   | 주구러우 대가                                          |      |
| 아이콘 설명: 휠체어 리프트 |                                                        |      |

## 역 장식
8호선 역의 장식색은 붉은 색이며, 북을 본뜬 원형 조명을 채택하여 역 인근 고루의 지역 특색을 반영하였다. 8호선역의 장식물로는《아침종 저녁북(晨钟暮鼓)》, 《조각의 시간(雕刻时光)》이라는 공공예술디자인이 있다.

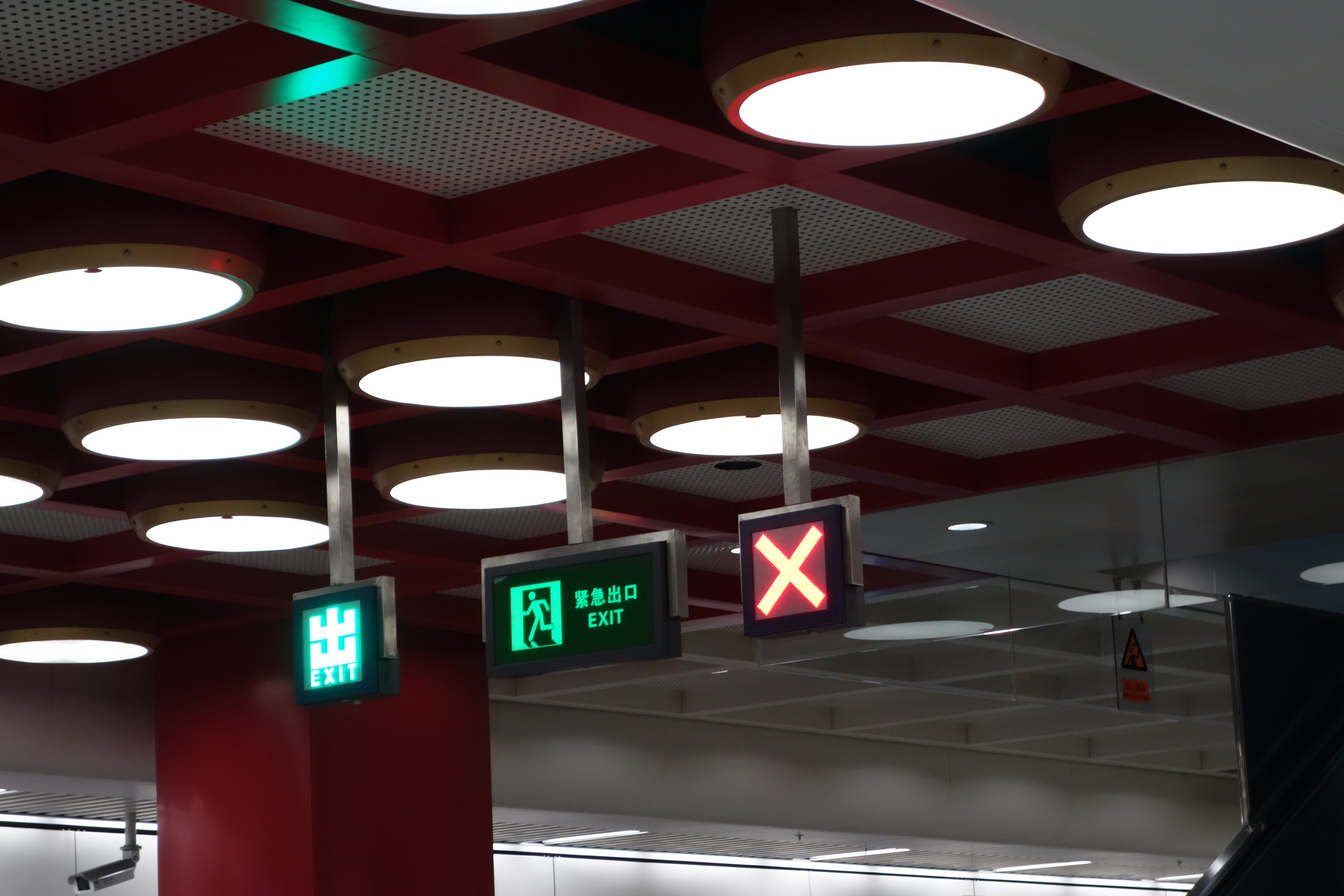
8호선 구러우다제역의 천장 장식
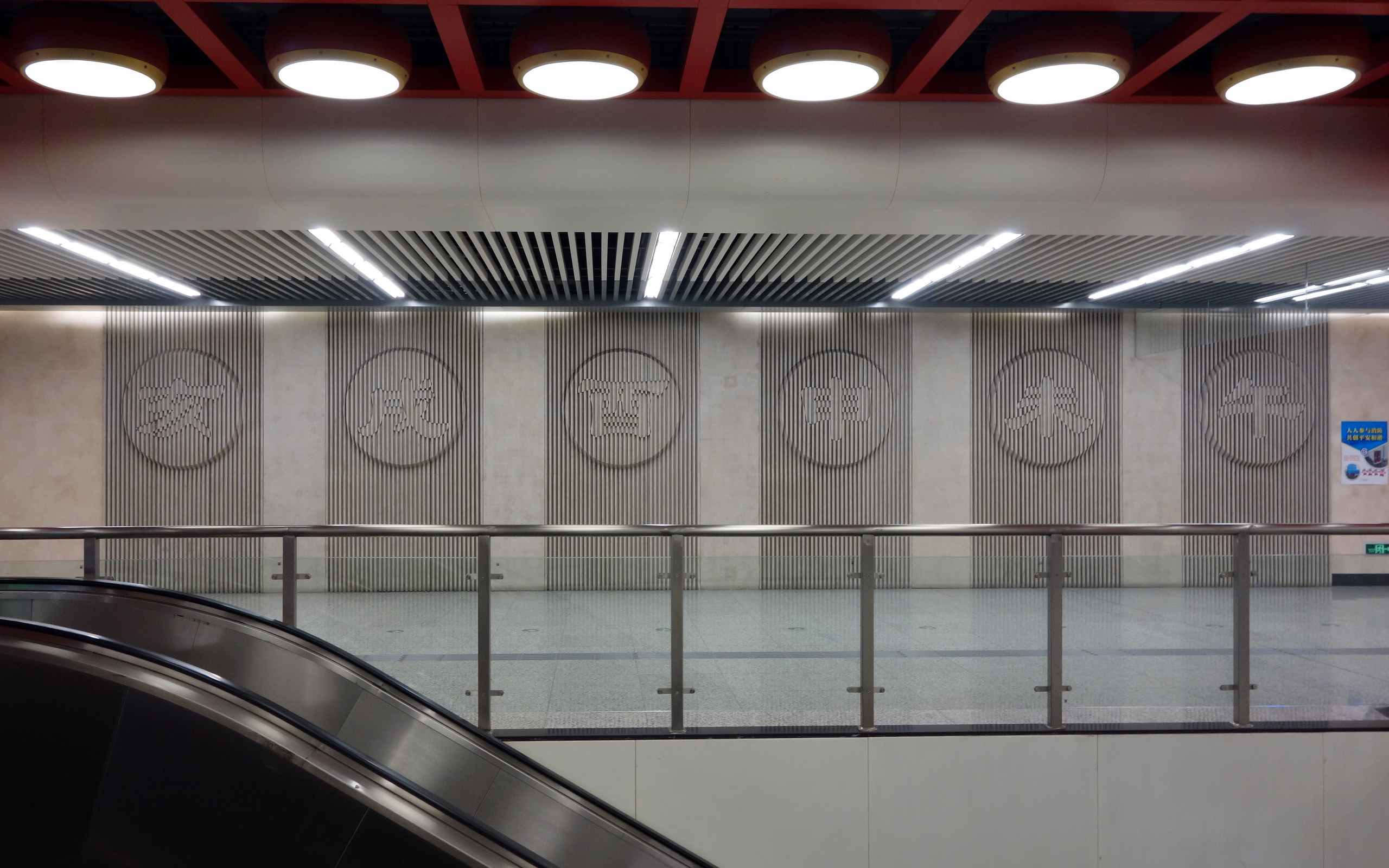
8호선 대합실 벽면은 《아침종 저녁북(晨钟暮鼓)》 석재 조각 공공 예술 디자인으로, 중국 고대 12시 진풍속을 반영하여 북을 디자인 요소로 사용하였다.
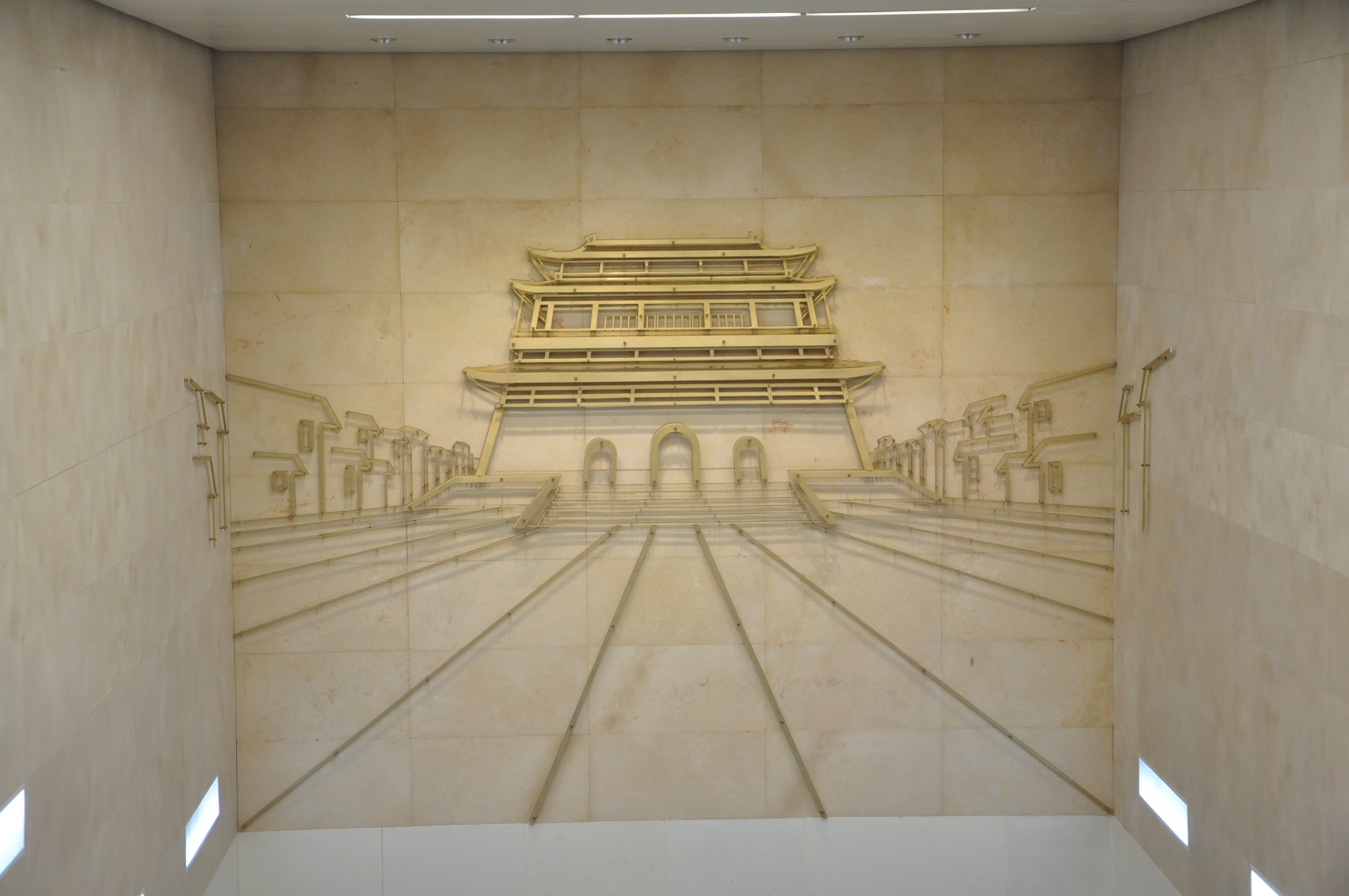
8호선 역 에스컬레이터 공간 내단벽에 새겨진 《조각의 시간(雕刻时光)》공공예술 디자인

## 사고
이 역에는 앞에 스크린도어가 없어 승객이 선로에 떨어져 숨지는 사고가 여러 차례 발생했다.
- 2010년 8월 23일 밤, 대학생 마웨(马跃)가 열차를 기다리는 도중 선로에 떨어져 전기 감전으로 사망하였다.
- 2014년 7월 23일 오전 7시쯤, 한 여성 승객이 2호선 외선순환 선로에서 추락하였고 그 자리에서 사망하였다.[9]